# Montecalvo Versiggia
Montecalvo Versiggia (lombardul: Muncalv) település Olaszországban, Lombardia régióban, Pavia megyében. Lakosainak száma 513 fő (2023. január 1.). Montecalvo Versiggia Colli Verdi, Lirio, Rocca de’ Giorgi, Volpara, Golferenzo, Montalto Pavese és Santa Maria della Versa községekkel határos.

## Népesség
A település lakossága az elmúlt években az alábbi módon változott:
| Lakosok száma | 529  | 533  | 513  |
|               | 2017 | 2018 | 2023 |